# Das edle Herz, WAB 66
Das edle Herz (La noblesse de cœur), WAB 66, est une œuvre chorale composée par Anton Bruckner en décembre 1857 au cours de son séjour à Linz. Lors de son séjour à Saint-Florian, Bruckner avait déjà composé une première version de l'œuvre (WAB 65) pour chœur d'hommes.

## Historique
Bruckner a composé cette deuxième version sur le même texte de Ernst Marinelli en décembre 1857 au cours de son séjour à Linz. On ignore si l'œuvre, une des rares compositions de la période d'étude après de Simon Sechter, qui a peut-être été composée à la suite d'une demande de la Liedertafel Frohsinn pour une version pour chœur mixte, a été exécutée au cours de la vie de Bruckner,.
Le manuscrit original de l'œuvre est perdu. Une esquisse de l'œuvre est archivée à la ville de Enns,.
L'œuvre, dont une copie a été publiée dans le Volume III/2, pp. 13-17, de la biographie Göllerich/Auer,, est éditée dans le Volume XXIII/2, no 12 de la Bruckner Gesamtausgabe.

## Composition
Cette deuxième version de Das edle Herz est dans la même tonalité et est  8 mesures plus courte que la première version de l'œuvre.
L'œuvre de 38 mesures en la majeur est composée en 
 pour choeur mixte. La partition se termine par un choral de 4, au lieu de 13, mesures,.

## Discographie
Il y a un seul enregistrement de cette deuxième version de Das edle Herz :
- Calmus Ensemble, Bruckner Vocal - Das edle Herz, WAB 66 – Carus, 2023

Note : Une exécution par Stephen Cleobury avec le chœur de la BBC (2011) est disponible dans la Bruckner Archive sur le CD Charter Oak COR-2178 (coffret de 2 CD).

## Sources
- August Göllerich, Anton Bruckner. Ein Lebens- und Schaffens-Bild, vers 1922 – édition posthume par Max Auer, G. Bosse, Ratisbonne, 1932
- Anton Bruckner – Sämtliche Werke, Band XXIII/2: Weltliche Chorwerke (1843-1893), Musikwissenschaftlicher Verlag der Internationalen Bruckner-Gesellschaft, Angela Pachovsky et Anton Reinthaler (Éditeurs), Vienne, 1989
- Cornelis van Zwol, Anton Bruckner 1824-1896 – Leven en werken, uitg. Thot, Bussum, Pays-Bas, 2012.  (ISBN 978-90-6868-590-9)
- Uwe Harten, Anton Bruckner. Ein Handbuch. Residenz Verlag, Salzbourg, 1996.  (ISBN 3-7017-1030-9).
- Crawford Howie, Anton Bruckner - A documentary biography, édition révisée en ligne